# Affaire Christelle Maillery
 (mars 2023).
L'affaire Christelle Maillery  est une affaire criminelle française dans laquelle Christelle Maillery, 16 ans,  est tuée d'une trentaine de coups de couteau au Creusot, le 18 décembre 1986 par Jean-Pierre Mura.

## Les faits
Le 18 décembre 1986, Christelle Maillery rentre de ses cours à 11 heures, un peu plus tôt que d'habitude, car elle est dispensée de sport. Elle meurt ce même jour à 200 mètres de chez elle dans la cave d'une HLM du quartier de la Charmille au Creusot. Elle a reçu trente-trois coups de couteau. En début d'après-midi, des habitants du quartier découvrent son corps. Un facteur a aperçu un homme d'une vingtaine d'années, qu'il décrit comme « assez mince, cheveux mi-longs assez clairs et peut-être même blonds, (...) un peu le style du chanteur Renaud ».

## L'enquête
Le premier coup de couteau a été probablement porté dans le dos. Les enquêteurs disposent également de deux cartes postales revendiquant le meurtre de l’adolescente.
Un couteau à cran d'arrêt est découvert en février 1987 à 150 mètres de la scène du crime. Il n'a pas été trouvé auparavant car il était dans un buisson caché par un monticule de neige. Après ce séjour prolongé dans la neige, il ne porte plus aucune empreinte digitale ni trace de sang. Les enquêteurs ont l'espoir de tenir une piste car le couteau se distingue par un aiguisage très particulier.
En 1990, les auditions de dizaines de personnes n'ont rien donné. Aucun élément nouveau n'est intervenu depuis la découverte de février 1987 du couteau. Cette affaire non élucidée fait partie de la série de dossiers plus connus sous le nom des « Disparues de l'A6 ». Le juge d'instruction rend une ordonnance de non-lieu. Selon Le Nouvel Observateur, les pièces à conviction de l'affaire, notamment « les vêtements de la victime, ses bijoux, le couteau retrouvé à 200 mètres du lieu du crime », sont détruites par le service des scellés du tribunal de grande instance de Chalon-sur-Saône. Il faut attendre 2003 et l'enquête menée par un détective privé travaillant pour l'Association d'aide aux familles victimes d'agression criminelle, l'association Christelle, qui a recueilli le témoignage de l'ancien petit ami de Maillery, Michel Bartolo, pour relancer l'affaire. Jean-Pierre Mura lui a proposé, devant témoins, de le dédommager de 2 000 francs en compensation « en échange de son silence » pour la mort de la jeune fille. Le petit ami en question n'avait pas cru bon de signaler cet élément considérant le déclarant comme dépressif. Il se confie aux enquêteurs de Témoin numéro 1 sur TF1 car il gardait un mauvais souvenir des enquêteurs policiers.
L'information judiciaire est rouverte en 2005. Jean-Pierre Mura, 44 ans, est arrêté par les policiers et entendu. Chez lui, des dizaines de couteaux sont retrouvés. Les lames sont comparées à celles du couteau de la scène de crime, détruit, mais pris en photo par les enquêteurs. « Les lames saisies et celle prise en photo ont été aiguisées par la même meule et par la ou les mêmes personnes ». L’expertise s’appuie sur « quatre points communs de stigmates d’affûtage » laissées par la meule, comme en balistique lorsque les experts comparent les traces laissées sur la balle par le canon d’un fusil. Ces éléments, ainsi que d’autres témoignages, permettent au juge de mettre en examen le suspect pour homicide volontaire le 15 décembre 2011 et placé en détention provisoire à la prison de Varennes-le-Grand (Saône-et-Loire).
Avant son arrestation par les enquêteurs de la police judiciaire de Dijon, il était interné en hôpital psychiatrique près de Chalon-sur-Saône. À la demande d'un de ses proches et sur avis médical, il avait été hospitalisé d'office par arrêté préfectoral au centre hospitalier de Sevrey. En décembre 1986, ce Creusotin d'origine, ouvrier métallier âgé de 19 ans et père d'une fille, traîne dans le quartier des Charmilles, à proximité de la cité HLM où Maillery résidait. Il a été impliqué, adolescent, dans des cambriolages de caves dans cette même résidence et était connu comme consommateur de drogue et d'alcool,,,. L'ancien habitant du quartier de la Charmille au Creusot y revenait régulièrement en ce mois de décembre 1986, voire quotidiennement, pour y retrouver un ami avec qui il fumait des joints.
En septembre 2014, le meurtrier présumé s'évade de l'hôpital psychiatrique de Sevrey, mais il est retrouvé le lendemain à Chalon-sur-Saône et interpellé.

## Les procès

### Premier procès
Le procès de Jean-Pierre Mura, mis en examen pour « homicide volontaire » le 15 décembre 2011 et placé en détention provisoire à la maison d'arrêt de Varennes-le-Grand (Saône-et-Loire) pour avoir tué Christelle Maillery en 1986 au Creusot, se déroule du 10 juin 2015 au 19 juin 2015 à Chalon-sur-Saône, en Saône-et-Loire.
La cour et le jury ont répondu « oui » aux deux questions qui leur étaient posées, à une majorité de 6 voix au moins. Jean-Pierre Mura a donc été reconnu coupable du meurtre de Christelle Maillery. La cour et le jury ont considéré que son discernement était altéré au moment des faits. En conséquence, la cour et le jury ont condamné Jean-Pierre Mura a une peine de 20 ans de réclusion criminelle. L'accusé ayant dix jours pour interjeter appel, son avocat fait appel le 19 juin 2015.
Dans une lettre destinée au procureur général et envoyée au mois de mars 2016 au parquet de Dijon, entre la 1re instance et le procès en appel, à deux mois de son procès en appel à Dijon, Jean-Pierre Mura s’adresse au petit ami de Maillery en faisant allusion à l’avortement de cette dernière : « Elle a tué ton bébé Michel, j’ai bien fait de lui couper la gueule à cette putain. ».

### Procès en appel
Le procès en appel de Jean-Pierre Mura débute le 16 juin 2016 à Dijon. Le premier jour d'audience, l'accusé, qui est diagnostiqué schizophrène, a une nouvelle fois clamé son innocence ne changeant pas sa stratégie de défense. Il « ne connaissait pas Christelle Maillery. Même pas de vue. » Jean-Pierre Mura a dénoncé plusieurs personnes comme auteur du meurtre dans des appels téléphoniques et par courriers anonymes. Mettant ces comportements sur le compte de sa consommation excessive d'alcool, sa toxicomanie ou encore sa maladie, il reconnaît avoir eu des accès de violence et avoir menacé des inconnus avec une arme dans les années 2000. Le troisième jour d'audience, deux témoins confirment à la barre les aveux de Jean-Pierre Mura qui, lui, nie. C'est donc paroles contre paroles, sur des dires cruciaux vieux de 25 ans. En l’absence de preuve formelle, les jurés doivent prendre une décision en fonction de leur intime conviction et en s'appuyant sur un faisceau d'indices.
L’avocat général demande 20 ans de réclusion et 10 ans de privation de droits civiques, la défense réclame l'acquittement de son client. Jean-Pierre Mura est condamné en appel à Dijon à une peine de 20 ans de réclusion criminelle, comme en première instance un an auparavant aux assises de Chalon-sur-Saône. La cour a également considéré que son discernement était altéré au moment des faits par les prémices de sa schizophrénie. Il se pourvoit en cassation et il est condamné à 20 ans également.

### Documentaires
- « Christelle, 25 ans de combat » le 22 juin 2013 dans Suspect n° 1 sur TMC.
- « Qui a tué Christelle ? » (premier reportage) dans « ... en Bourgogne » le 7 avril 2014 dans Crimes sur NRJ 12.
- « 25 ans pour connaître la vérité » (deuxième reportage) le 12 juillet 2014 dans Chroniques criminelles sur NT1.
- « Spécial "les disparues de l'A6" » le 9 février 2015 et « en direct L'appel des familles - Les disparues de l'A6 » le 28 septembre 2015 dans Crimes sur NRJ 12.
- « Affaire Maillery : le corbeau est-il le meurtrier ? » le 16 novembre 2016 dans Enquêtes criminelles : le magazine des faits divers sur W9, rediffusé dans Dossiers criminels sur Numéro 23.
- « Jean-Pierre Mura, lame fatale » le 21 novembre 2021 dans Faites entrer l'accusé sur RMC Story